# Mistrovství Evropy v ledolezení 2014
Mistrovství Evropy v ledolezení 2014 (anglicky UIAA Ice Climbing European Championships) proběhlo 28. února - 2. března 2014 v ruské Ufě jako poslední závod světového poháru v ledolezení 2014.

## Průběh závodů
doplnit

### Češi na ME
Lucie Hrozová se umístila ve finále na čtvrtém místě, první tři místa obsadily domácí závodnice. V soutěži ženských dvojic v lezení na obtížnost skončila samotná Lucie Hrozová druhá, v hodnocení týmů dvojic mužů a žen čtvrtá. Ve světovém poháru skončila celkově šestá.

### Výsledky mužů a žen
| obtížnost            | obtížnost               | rychlost             | rychlost                    |
| -------------------- | ----------------------- | -------------------- | --------------------------- |
| muži                 | ženy                    | muži                 | ženy                        |
| 1. Alexej Tomilov    | 1. Marija Tolokoninová  | 1. Ivan Spicyn       | 1. Jekatěrina Feoktistovová |
| 2. Maxim Tomilov     | 2. Mariam Filippovová   | 2. Alexej Vagin      | 2. Marija Tolokoninová      |
| 3. Nikolaj Kuzovlev  | 3. Naděžda Galljamovová | 3. Nikolaj Kuzovlev  | 3. Marija Krasavinová       |
|                      |                         |                      |                             |
| 4. Radomir Proščenko | 4. Lucie Hrozová        | 4. Radomir Proščenko | 4. Julija Olejnikovová      |
| 5. Valentyn Sypavin  | 5. Angelika Rainer      | 5. Vladimir Kartašev | 5. Natalija Kulikovová      |
| 6. Alexej Děngin     | 6. Petra Klinglerová    | 6. Vlad Golub        | 6. Jekatěrina Koščejevová   |
| 7. Evgeniy Kumejko   | 7. Liudmila Badalyan    | 7. Maxim Tomilov     | 7. Natalja Běljajevová      |
| 8. Janez Svoljšak    | 8. Mariia Edler         | 8. Stanislav Lobzov  | 8. Mariam Filippovová       |
| 9. Alexej Vagin      | 9. Maria Kuznetsova     | 9. Anton Nemov       | 9. Nadezda Smirnova         |
| 10. Gleb Makukha     | 10. Natalija Kulikovová | 10. Ivan Khlebnikov  | 10. Naděžda Galljamovová    |
| ? mužů               | ? žen                   | ? mužů               | ? žen                       |

### Hodnocení týmů
| Pořadí | Národy       | Národy         | Obtížnost    | Obtížnost | Rychlost      | Rychlost      |
| ------ | ------------ | -------------- | ------------ | --------- | ------------- | ------------- |
| Pořadí | obtížnost    | rychlost       | muži         | ženy      | muži          | ženy          |
| 1.     | Rusko 360    | Rusko 360      | Rusko 180    | Rusko 180 | Rusko 180     | Rusko 180     |
| 2.     | Ukrajina 79  | Ukrajina 29    | Slovinsko 40 | Itálie 51 | Bulharsko 6   | Ukrajina 28   |
| 3.     | Švýcarsko 69 | Ázerbájdžán 10 | Ukrajina 69  | Česko 55  | Ázerbájdžán 2 | Ázerbájdžán 8 |
| 4.     | Česko 55     | —              | —            | —         | —             | —             |
| celkem |              |                |              |           |               |               |